# Dance, Dance
Dance, Dance (Tanec, Tanec) je druhý singl Fall Out Boy z alba From Under the Cork Tree, který vyšel v roce 2005 a dostal se na deváté místo Billboard Hot 100.

## Tracklist

### CD
1. Dance, Dance (3:00)
2. It's Not a Side Effect of the Cocaine, I am Thinking It Must Be Love (2:11)

### Gramofonová deska
1. Dance, Dance (3:00)
2. Sugar, We're Goin' Down [Zane Lowe Session – London 2006] (3:49)

### DVD
1. Dance, Dance (3:00)
2. A Little Less Sixteen Candles, a Little More 'Touch Me' (2:49)

## Videoklip
V klipu hrají Fall Out Boy na školní zábavě, ale zároveň jsou zobrazeni jako účastníci zábavy, co by školní pitomci. Časově je klip umístěn do 80. let.
Klip měl premiéru 11. října 2005 a v Total Request Live se opět bodoval. Klip se filmoval na střední škole v New Yorku a klip začíná pohledem na okno, do kterého Wentz hodí kamínek. Okno otevře dívka, kterou Wentz pozve na zábavu, zajímavostí je, že jí v pokoji hraje píseň A Little Less Sixteen Candles, a Little More 'Touch Me', která se stala dalším singlem.
Videoklip je delší než samostatná píseň, jelikož je vyplněn o mnoho dalších konverzací, improvizací.
Písní Dance, Dance začíná klip This Ain't Scene, It's an Arm Race.

## Zajímavosti
- Píseň byla inspirována hudbou Dannyho Elfmana.
- Tato píseň se objevila i ve čtyřech videohrách Burnout Revenge, Madden 2006, Dance Dance Revolution SuperNOVA a SingStar Rocks.
- Pete Wentz zabránil, aby se píseň zpívala na dětské show Kidz Bop Kidz kvůli sexuálním podtextům v textu.
- Andy Hurley ve videoklipu čte booklet alba From Under the Cork Tree.
- Na začátku klipu This Ain't Scene, It's an Arm Race je ukázáno, že skupina ve skutečnosti hrála před lidmi z lepenky.
- Klip získal na MTV Video Music Awards cenu diváků.

## Umístění
| Hitparáda      | Umístění |
| -------------- | -------- |
| USA            | 9        |
| Velká Británie | 8        |

## Úryvek textu
Dance, Dance
We're falling apart to half time
Dance, Dance
And these are the lives you'd love to lead
Dance, this is the way they'd love
If they knew how misery loved me